# Salix orestera
Salix orestera es una especie de sauce perteneciente a la familia de las salicáceas. Es nativa de la Sierra Nevada de California y oeste de Nevada, donde crece en las zonas húmedas de alta montaña en climas subalpinos y alpinos. También se pueden encontrar en Oregón.

## Descripción
Salix orestera es muy similar a Salix glauca y algunas veces se incluye dentro de esa especie. Es un arbusto que puede alcanzar un tamaño de dos metros de altura, es arbustivo con ramas delgadas. Las hojas son lanceoladas de hasta 9,5 centímetros de largo y con frecuencia tienen revestimientos de pelos sedosos. La inflorescencia es un fuerte amento.

## Taxonomía
Salix orestera fue descrita por Camillo Karl Schneider y publicado en Journal of the Arnold Arboretum 1(3): 164–167, en el año 1920.
Etimología
Salix: nombre genérico latino para el sauce, sus ramas y madera.
orestera: epíteto
Sinonimia
- Salix glauca var. orestera (C.K. Schneid.) Jeps.
- Salix glauca subsp. orestera (C.K. Schneid.) Youngberg[5]